# TWELVE NINE
TWELVE NINE（トゥエルブナイン）は、日本のクリエイティブスタジオ。
アートディレクター / グラフィックデザイナー森田悠介を中心に活動開始。メンバーとしてイラストレーターYAE、ファッションデザイナーGOOSE BERRY、サウンドコンポーザー菅原ヒロキが所属。
- ショップやアーティスト、ブランドなどのブランディングを中心に手がける。
- クライアントワークのみならず、イベント企画や展示会を開催するなど、オリジナルブランドの展開も行っている。

## 主な仕事の領域
- ブランディング
- CI/VI
- アートディレクション
- グラフィックデザイン
- ウェブデザイン
- フォトディレクション
- パッケージデザイン
- イベント企画・制作
- 空間デザイン
- オーダーメイドウエディングドレスデザイン

等

## 主なカテゴリー
- YAE （ヤエ） / イラストレーション
- GOOSE BERRY（グース・ベリー） / レディースファッションブランド
- ANN9 （アンナイン）/ メンズファッションブランド
- Z （ゼット）/ メンズファッションブランド
- The Gallo （ギャロ）/ サウンドコンポーザー

5つの主なカテゴリーから構成されている。